# Cijanidin-3,5-O-diglukozid
Cijanidin-3,5-O-diglukozid, takođe poznat kao cijanin, je antocijanin. On je 3,5-O-diglukozid cijanidina.

## Prirodna pojava
Cijanin je prisutan u vrstama roda Rhaponticum (Asteraceae).

### U vodi
Cijanin se javlja u crvenom vinu.

## Spoljašnje veze
Cijanidin-3,5-O-diglukozid at Phenol-Explorer.eu